# Tetlatlahuca
Tetlatlahuca là một đô thị thuộc bang Tlaxcala, México. Năm 2005, dân số của đô thị này là 11474 người.